# Aeroportul Goroka
Aeroportul Goroka (IATA: GKA, ICAO: AYGA) este un aeroport din Eastern Highlands Province⁠(d), Papua Noua Guinee. A fost numit după Goroka⁠(d).
Situat la o altitudine de 1.610 m, aeroportul dispune de o singură pistă.